# Svjati Hory Nationalpark
Svjati Hory Nationalpark (Hellige bjerge Nationalpark, ukrainsk: Святі Гори національний природний парк) (også: Sviati Gori NNP) ligger langs kridtklipperne og flodterrasserne ved Donets-floden i det østlige Ukraine.  Parkens grænser er et kludetæppe af skovområder, der strækker sig langs bredden af Donets. Ukraines hellige bjerge indeholder mange arkæologiske, naturlige, historiske og rekreative steder. Parken er beliggende i de administrative distrikter Sloviansk (11.957 ha), Lyman (27.665 ha) og Bakhmut; alle er i den nordlige del af Donetsk oblast.

## Topografi
Donets-floden har sit udspring i det russiske højland nord for parken, flyder sydøst gennem Ukraine og tilbage til Rusland. Svjati Hory-parken er placeret i den midterste strækning af den ukrainske sektor, i terræn med stepper, bjerge, højland og vådområder. Den venstre bred af floden i parken er hovedsageligt oversvømmelsesterrasser med talrige søer og vandløb. De højre bredområder er på kridtbakker, der rejser sig 120-130 meter over floden. Donets oversvømmer i gennemsnit 2,5 meter hvert år, og op til 5,8 meter hvert 5. år.

## Klima og økoregion
Klimaet i Holy Mountains-parken er fugtigt kontinentalt klima i undergruppen varm sommer (Köppen klimaklassificering (Dfb)). Dette klima er kendetegnet ved store temperatursvingninger, både dagligt og sæsonmæssigt, med milde somre og kolde, snedækkede vintre.
Parken ligger i økoregionen den pontisk-kaspiske steppe-region, en græsmark, der strækker sig fra Rumænien i vest til regionen i det sydlige Uralbjerge.

## Flora og fauna
Op til 91% af parken er skovklædt, med yderligere 2,5% i pilemoser og 1,5% i enge. Parken har stor mangfoldighed af arter af både flora og fauna, med over en tredjedel af Ukraines arter, der findes inden for parkens grænser. Løvskovene på venstre bred viser 90-110 år gamle bevoksninger af eg (en tredjedel af træerne), ask og ahorn. De første terrasser er ofte sandede med bevoksninger af fyrretræer. Selvom de normalt er sjældne i en steppezone, nyder områdets skove godt af områdets bjergrige topografi og naturlige vande. De urteagtige lag i parken tenderer mod steppearter. 943 arter af planter er blevet registreret i parken, herunder mange relikter (kridttiden) og endemiske (20 registrerede) arter.
I parken har man registreret 40 fiskearter, over 200 fugle, 10 krybdyr og 48 pattedyr. Parken har et stort antal rovpattedyr, herunder ræv, mår og endda ulve.

## Offentlig brug
Omkring 85% af parken er tilgængelig til rekreativ brug - vandreture, camping i udpegede områder og historiske og økologiske ture. I 6,5 % af parken er lukket for offentligheden for at beskytte særligt vigtige eller følsomme steder.